# Кальретинін
CALB2 (англ. Calbindin 2) – білок, який кодується однойменним геном, розташованим у людей на короткому плечі 16-ї хромосоми. Довжина поліпептидного ланцюга білка становить 271 амінокислот, а молекулярна маса — 31 540.
| 10         |  | 20         |  | 30         |  | 40         |  | 50         |
| ---------- |  | ---------- |  | ---------- |  | ---------- |  | ---------- |
| MAGPQQQPPY |  | LHLAELTASQ |  | FLEIWKHFDA |  | DGNGYIEGKE |  | LENFFQELEK |
| ARKGSGMMSK |  | SDNFGEKMKE |  | FMQKYDKNSD |  | GKIEMAELAQ |  | ILPTEENFLL |
| CFRQHVGSSA |  | EFMEAWRKYD |  | TDRSGYIEAN |  | ELKGFLSDLL |  | KKANRPYDEP |
| KLQEYTQTIL |  | RMFDLNGDGK |  | LGLSEMSRLL |  | PVQENFLLKF |  | QGMKLTSEEF |
| NAIFTFYDKD |  | RSGYIDEHEL |  | DALLKDLYEK |  | NKKEMNIQQL |  | TNYRKSVMSL |
| AEAGKLYRKD |  | LEIVLCSEPP |  | M          |  |            |  |            |

A: Аланін

C: Цистеїн

D: Аспарагінова кислота

E: Глутамінова кислота

F: Фенілаланін

G: Гліцин

H: Гістидин

I: Ізолейцин

K: Лізин

L: Лейцин

M: Метіонін

N: Аспарагін

P: Пролін

Q: Глутамін

R: Аргінін

S: Серин

T: Треонін

V: Валін

W: Триптофан

Кодований геном білок за функцією належить до фосфопротеїнів. 
Білок має сайт для зв'язування з іоном кальцію. Амінокислотна послідовність на 58 % гомологічна з кальбіндіном. Білок експресований переважно в нейронах.